# Sichelle
Sichelle Mcmeo Axum (ur. 14 maja 1988 w Ullevål Hageby), znana lepiej pod pseudonimem Sichelle – norweska piosenkarka, pochodzenia grenadyjskiego. Wydała trzy single: "Fuck deg", "Min" oraz "Freaky". Jej debiutancki album o nazwie "Sichelle" został wydany 28 maja 2008 roku.

## Życie prywatne
Sichelle ma grenadyjsko-norweskie korzenie. Urodziła się i wychowała w Ullevål Garden. Obecnie mieszka w Oslo przy Carl Berners Plass. Sichelle uczęszczała do szkoły Elvebakken.

## Kariera
Sichelle została po raz pierwszy odkryta, kiedy została wybrana przez Davida Eriksena do zaśpiewania piosenki "Fuck deg". Pierwotnie była to duńska piosenkarka Anna David. Piosenka "Fuck deg" została przetłumaczona na język norweski przez Kaia Lofthusa.
Jej debiutancki singel "Fuck deg" był notowany na norweskiej liście przebojów VG-Lista przez 19 tygodni, z czego przez 3 zajmował pierwsze miejsce. Sprzedał się w ponad 10.000 egzemplarzach, a piosenka była nominowana do nagrody dla najlepszej piosenki roku w Spellemann 2008.
W 2008 roku wydała nowy singiel "Min", który był notowany na VG-Liście przez 6 tygodni, zajmując najwyżej piąte miejsce. Latem pojawił się jej trzeci singiel "Freaky" – inspirowany klimatem lat 80. W takim samym gatunku został stworzony teledysk do tej piosenki.
Sichelle uczestniczyła w Melodi Grand Prix 2009, gdzie wykonała utwór "Left/Right". Były to norweskie prekwalifikacje do konkursu piosenki Eurowizji, jednak Sichelle nie awansowała do głównego konkursu. Podobnie było w 2011 roku, gdy Sichelle, z piosenką "Trenger mer", po raz drugi wystąpiła w norweskich prekwalifikacjach do konkursu piosenki Eurowizji, jednak nie awansowała do finału.